# Clavelina sabbadini
Clavelina sabbadini is een zakpijpensoort uit de familie van de Clavelinidae. De wetenschappelijke naam van de soort is voor het eerst geldig gepubliceerd in 1987 door Brunetti.